# Tomáš Konůpka
Tomáš Konůpka (* 28. dubna 1977) známý jako IKON je český hudebník, zpěvák, hudební skladatel a hudební producent.

## Dětství a rodinný život
Tomáš Konůpka se narodil v Praze na Vinohradech. Otec Jaromír Luis Konůpka byl profesionální hudebník, který hrál na saxofon a klarinet v dixielandové skupině Steamboat Stompers. Syna Tomáše odmalička vedl k hudbě. Původně nesouhlasil s tím, aby jeho hlavním nástrojem byla bicí souprava, a proto Tomáše nejdříve přihlásil na lekce klavíru.
Konůpka žil od svých pěti do osmi let v Bagdádu v Iráku. Vystudoval Konzervatoř a VOŠ Jaroslava Ježka v Praze, kde byl žákem Vladimíra Žižky. Od třetího ročníku začal soukromě navštěvovat lekce u profesora Miloše Veselého, který měl na jeho hudební vývoj zásadní vliv.
Se ženou Kateřinou, rozenou Brabcovou, mají dvě děti, Kryštofa a Emílii.

## Hudební kariéra
První koncertní skupina se jmenovala 111. Pivní Peruť (1990-1992). Vystupovala v pražských klubech Na Petynce nebo Bunkr. Po odchodu ze skupiny v roce 1992 založil skupinu Mikiho Pupík (1992 - 2003), hrající crossover. S tou pravidelně vyprodával pražské kluby až do přerodu ve funkovou skupinu s dechovou sekcí v roce 1999. Skupině vyšlo debutové album u Indies Records v roce 2003 pod názvem Miki je král.

### Slut
První profesionální album natočil se skupinou Slut v roce 1999. Vyšlo pod názvem Luftganja u labelu Indies a okamžitě po vydání obsadilo první místo hitparády Radia 1, kde zůstalo po dobu čtyř měsíců. Během natáčení stoupl IKONův zájem o hudební produkci díky producentům alba: Libor “Mikeš” Mikoška ze skupiny Narvan a Jan Šmejkal byli jeho prvními vzory. Se skupinou odehrál vyprodaný křest alba v pražském squatu Ladronka či koncert jako jeden z headlinerů Rock For People.[zdroj?]

### Southpaw
V roce 2003 se stal členem skupiny Southpaw, se kterou natočil album Boys Make Noise. Vyšlo v roce 2004 na labelu I Am Recorded. Skupina ve složení Jiří Burian (kytara, zpěv), Karel Havlíček (syntezátory), Jaques (baskytara) a Tomáš Konůpka (bicí) koncertovala v ČR i v zahraničí.

### Navigators
V roce 2005 založil skupinu Navigators. Hned s prvním demosnímkem Different / Living Like This se skupina dostala na první místo hitparády radia Expres FM a zároveň do finále soutěže Coca-Cola Pop Star. První album Sky Travellin’ vyšlo v roce 2007 u labelu SubPub/Sony BMG. Singl Happy byl vybrán do denní rotace MTV Europe a vynesl skupině uznání v ČR i v zahraničí. Skupina koncertovala po celé ČR i Evropě (Německo, Rakousko, Švýcarsko, Polsko, Slovensko). V roce 2010 vydala album My Place, které se dostalo do TOP 10 žebříčku prodejnosti zvukových nosičů IFPI. Obsahovalo tři singly: Rely On, Do Something, a cenami ověnčený videoklip My Place, jehož grafickou podobu vytvořil český grafický designér Pavel Fuksa.

### Android Asteroid
Po rozpadu Navigators pokračoval s rapperem Janem Pospíšilem v jejich projektu Android Asteroid. Skupina v roce 2013 nahrávala v prestižním studiu Abbey Road v Londýně a Red Bull Studio London společně s DJ Vadimem a Yarah Bravo. Byla považována za tzv. superskupinu díky svému obsazení. To tvořili přední čeští instrumentalisté. Kromě Konůpky na bicí nástroje a Pospíšila jako rappera skupinu tvořili basisté Josef Fečo a Marek Minárik, klávesisté Viliam Béreš a Jan Steinsdorfer, kytarista Lukáš Martinek, perkusista Miloš Dvořáček a zpěvačka Annamária d’Almeida. Z natáčení v Abbey Road vznikl celovečerní film Android Asteroid - Mission To Abbey Road (premiéra v pražském Bio Oko 2014). V roce 2014 skupina vydala album Íkaros, které bylo nominováno na Cenu Anděl v kategorii Rap / Hip Hop. V roce 2019 vydala skupina album Amoeba a pozastavila činnost.

### Mydy Rabycad / MYDY
V roce 2015 začal spolupracovat se skupinou Mydy Rabycad, později MYDY. Produkoval alba Glamtronic (2015), M.Y.D.Y. (2017), a NUMBERS (2019). Současně byl spoluskladatelem a členem koncertní sestavy. Po koncertě na festivalech Sziged, Fusion a Glastonbury skupina v roce 2018 podnikla své první letní Canada / USA turné, aby ho následující rok zopakovala jako headliner festivalu FIL Lafayette Lousianne, který oficiálně navštívilo 300.000 posluchačů. V roce 2019 skupina odehrála svou zatím největší sólovou show ve Fóru Karlín. V průběhu let ve skupině produkoval sólová alba zpěvačky Žofie Dařbujánové Zofie Dares - High On Being a Nero Scartche - Piece Of My Life a Moments Of Mental Paradise.

### 7krát3
V roce 2020 se stal kapelníkem koncertní skupiny 7krát3. Ve stejném roce získali Cenu Anděl pro sólového interpreta. Skupina naživo vystoupila během předávání ocenění. Během pandemie Covid-19 natočila živou verzi singlu Tygrovanej sprej v rámci akce Národ Sobě v Národním divadle v Praze s hosty Jiřím Kornem a Ondřejem Pivcem.

### Gruppo Salsiccia
Během Covidu společně s rapperem Orionem, Lubošem Svobodou a Giuliem di Blasiem vytvořil studiový projekt Gruppo Salsiccia. Jako skladatel a producent se podílel na singlech Lajna, Mia Barca (Když řeknu, tak přijdu), Kakadu, Refrén či Mistři světa, jež byla vybrána jako ústřední píseň do seriálu Lajna 3.

### IKON
V roce 2023 se vydal na sólovou dráhu jako IKON. Jméno je složenina slov I (já) a KON (KONůpka). První singl Waiting natáčel v Los Angeles s klipem zasazeným do LA River. Z Los Angeles je i druhý klip NIGHT, ve kterém IKON řídí Rolls Royce Corniche 1984. Další klip LOVE se točil v pražském klubu Futurum. V roce 2023 vyšlo první album IKON, které sklidilo skvělé ohlasy jak u kritiky, tak u fanoušků. V roce 2024 vyšlo druhé album MUSIC s videoklipem MIND. Všechny nástroje i zpěvy si IKON nahrál sám ve svém pražském studiu Hit Happens. Režisérem videoklipů a art direktorem projektu byl IKONův dlouholetý spolupracovník Vladimír Jedlička.

## Hudební producent
Od roku 2005 se věnuje hudební produkci. Nejčastěji pracuje ve svém studiu Hit Happens v Praze. Ke skupinám, kterým produkoval album či singl, patří: Mig 21, 7krát3, Noisy Pots, Gruppo Salsiccia, Navigators, Android Asteroid, Zofie Dares nebo MYDY / Mydy Rabycad.

## Reklamní tvorba
Od roku 2014 spolupracuje jako hudební skladatel s produkční společností Mandrake USA. Společně s režisérem Vladimírem Jedličkou vytvářejí produktová videa pro US trh pro koncern Stellantis (Jeep, Dodge, RAM, Chrysler, FIAT, Alfa Romeo, Mopar). V roce 2023 složil kompletní hudbu k představení všech těchto značek na show v MGM Arena Las Vegas, USA. Tohoto eventu se osobně zúčastnil v rámci svého pobytu v Los Angeles mezi roky 2022 až 2023.

## Ocenění a nominace
Ceny Žebřík
MYDY - Album roku a Skupina roku (2017)
Ceny Anděl
Android Asteroid - Íkaros - rap / hip-hop album roku - nominace (2014)
MYDY - M.Y.D.Y. - album roku, skupina roku - nominace (2017)
7krát3 - sólový interpret roku (2020)

## Diskografie
- Slut – Luftganja (1999) – bicí
- Southpaw – Boys Make Noise (2004) – bicí
- Navigators – Sky Travellin’ (2007) – bicí, produkce
- Navigators – My Place (2010) – bicí, produkce
- Android Asteroid – Android Asteroid (2013) – bicí, klávesy, produkce
- Android Asteroid – Live at Smecky Studios, Abbey Road Studios London, Red Bull Studios London (2014) – bicí, produkce
- Android Asteroid – Íkaros (2014) – bicí, klávesy, produkce
- Mydy Rabycad – Glamtronic (2015) – perkuse, produkce
- Nèro Scartch – Piece Of My Life (2015) – produkce
- Mydy Rabycad – M.Y.D.Y. (2017) – produkce, bicí, syntezátory, perkuse[17]
- Noisy Pots – Cherry Cloud / Cosmic Trip (2018) – produkce
- Zofie Dares – High On Living (2018) – produkce, syntezátory
- Mydy Rabycad – Freedom (2019) – produkce
- Nèro Scartch – Moments Of Mental Paradise (2019) – produkce
- Android Asteroid – Amoeba (2019) – produkce, bicí, syntezátory[18]
- Mig 21 – Hyjé (2019) – produkce[19]
- MYDY – Numbers (2019) – produkce, bicí, syntetizátory[20]
- 7krát3 – Tygrovanej sprej ND live (2021) – mix, bicí[21]
- 7krát3 – Bleju vibe (2021) – produkce, bicí[22]
- 2020 Gruppo Salsiccia – Mia Barca – produkce, mix
- 2020 Gruppo Salsiccia – Lajna – bicí, skladatel, produkce, mix
- 2021 Gruppo Salsiccia – Refrén – bicí, klávesy, skladatel, produkce, mix
- 2021 Gruppo Salsiccia – Mistři Světa – bicí, klávesy, skladatel, produkce, mix
- 2021 Gruppo Salsiccia – Kakadu – bicí, klávesy, skladatel, produkce, mix
- 2021 Orion – Teritorium III. – For My People, Lagonda – skladatel, produkce, mix
- 2022 Mig 21 – Džus Noci – produkce[23]
- 2022 7krat3 – II – produkce, bicí (Bleju Vibe, Headphones)
- 2022 Good Times Only – Z0NA100 – mix
- 2023 IKON – IKON – zpěv, všechny nástroje, skladatel, produkce, mix
- 2024 IKON – MUSIC – zpěv, všechny nástroje, skladatel, produkce, mix[24]